# George Mortimer Pullman

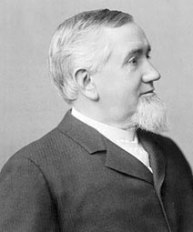
George M. Pullman

George Mortimer Pullman (* 3. März 1831 in Brocton, Chautauqua County; † 9. Oktober 1897 in Chicago) war ein US-amerikanischer Erfinder und Industrieller. Unter anderem war er Gründer der Pullman Hotels.

## Leben und Wirken
Pullman verließ die Schule im Alter von 14 Jahren und wurde später einer der einflussreichsten und umstrittensten Bürger Chicagos. 
Bei seiner Ankunft in der Stadt Chicago im Jahr 1855 stellte er fest, dass die Straßen der Stadt häufig so hoch mit Schlamm bedeckt waren, dass er in viele Häuser drang und auch eine Fortbewegung per Pferd kaum möglich war. Die Stadt hatte daher beschlossen, diese Häuser anzuheben und auf ein neues, höheres Fundament zu stellen. Pullman, dem die hierzu erforderliche Technik vertraut war, weil sein Vater diese verwendet hatte, um den Eriekanal zu erweitern, bewies 1857 zusammen mit einigen Partnern die Durchführbarkeit, indem er einen ganzen Block mit Geschäften und Büros als Teil der Anhebung von Chicago erhöhte.
Zwischen 1859 und 1863 arbeitete er in Golden (Colorado) als Goldmakler und sammelte Kapital.
Mit diesem Geld entwickelte er ab 1858 einen komfortablen Schlafwagen. Zwar wurden Schlafwagen von amerikanischen Eisenbahngesellschaften bereits seit 1830 eingesetzt, doch waren diese bis dahin recht unbequem, während der von ihm 1863 zum Patent angemeldete Schlafwagen „Pionier“ als luxuriös galt. Pullman-Schlafwagen kosteten mehr als fünfmal so viel wie ein regulärer Bahnwagen. Pullman konnte gleichwohl zahlreiche Wagen verkaufen, nachdem er arrangiert hatte, dass der Leichnam Abraham Lincolns in einem Pullman-Schlafwagen von Washington, D.C. nach Springfield überführt wurde. Hierdurch erhielten seine Schlafwagen im ganzen Land öffentliche Aufmerksamkeit, die ihren Verkauf förderte.

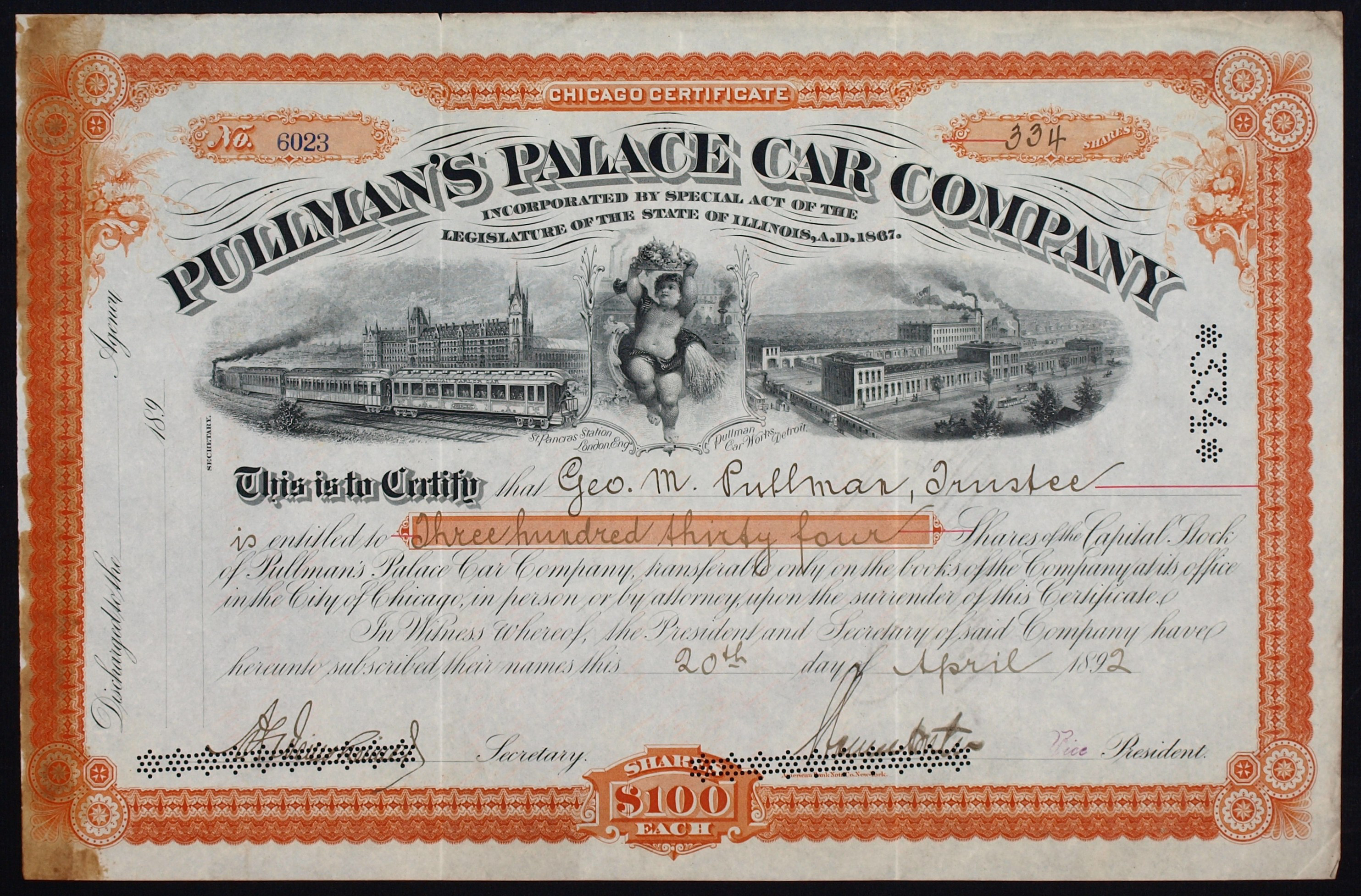
Aktie der Pullman's Palace Car Company vom 20. April 1892, ausgestellt auf George M. Pullman

1867 gründete Pullman die Pullman Palace Car Company, die im Jahre 1880 von dem Architekten Solon S. Beman für ihre Arbeiter die Industriestadt Pullman bauen ließ. Alles, von den Häusern bis zu den Geschäften, gehörte der Pullman Company. Die Häuser für die Arbeiter waren nach den Standards der Zeit komfortabel und mit sanitären Einrichtungen und Gasanschluss ausgestattet. In einer Zeit, in der die meisten Arbeiter in schäbigen Wohnungen in der Nähe der Fabriken wohnten, war dies eine erhebliche soziale Neuerung.
In der Rezession von 1894 senkte Pullman die Gehälter der Arbeiter um 25 Prozent, jedoch nicht die von den Arbeitern zu zahlenden Mieten und Preise der Güter in den Läden seines Unternehmens. Dies führte zum Pullman-Streik, der zwei Monate dauerte, Sympathiestreiks im ganzen Land auslöste, zu gewalttätigen Ausschreitungen führte und schließlich durch den Einsatz der Armee durch Präsident Grover Cleveland beendet wurde. Die Zusammenstöße in Pullman forderten 25 Todesopfer, 60 Verletzte und 2000 zerstörte Waggons, insgesamt ein Sachschaden von 80 Mio. US-Dollar, der von dem Industriellen in Kauf genommen wurde.
Aufgrund der Feindschaften, die er sich zugezogen hatte, fürchtete seine Familie nach seinem Tod, dass Arbeiter seine Leiche stehlen und entführen würden. Aus diesem Grund ließen sie den Sarg mit Asphalt und einer 18 Zoll starken Betonschicht übergießen. Der Journalist und Autor Ambrose Bierce kommentierte dies: „Es ist klar, dass die Familie nach diesem schmerzlichen Verlust sicherstellte, dass der Scheißkerl nicht aufstehen und wiederkommen würde.“